# Amydria confusella
Amydria confusella är en fjärilsart som beskrevs av William George Dietz 1905. Amydria confusella ingår i släktet Amydria och familjen Acrolophidae. Inga underarter finns listade i Catalogue of Life.